# Cumas

Ciudades de la Magna Grecia, con la ubicación de Cumas, próxima a Dicearquia, Capua, Neápolis e Isquia, ciudades que pertenecían a la zona de dialecto jónico

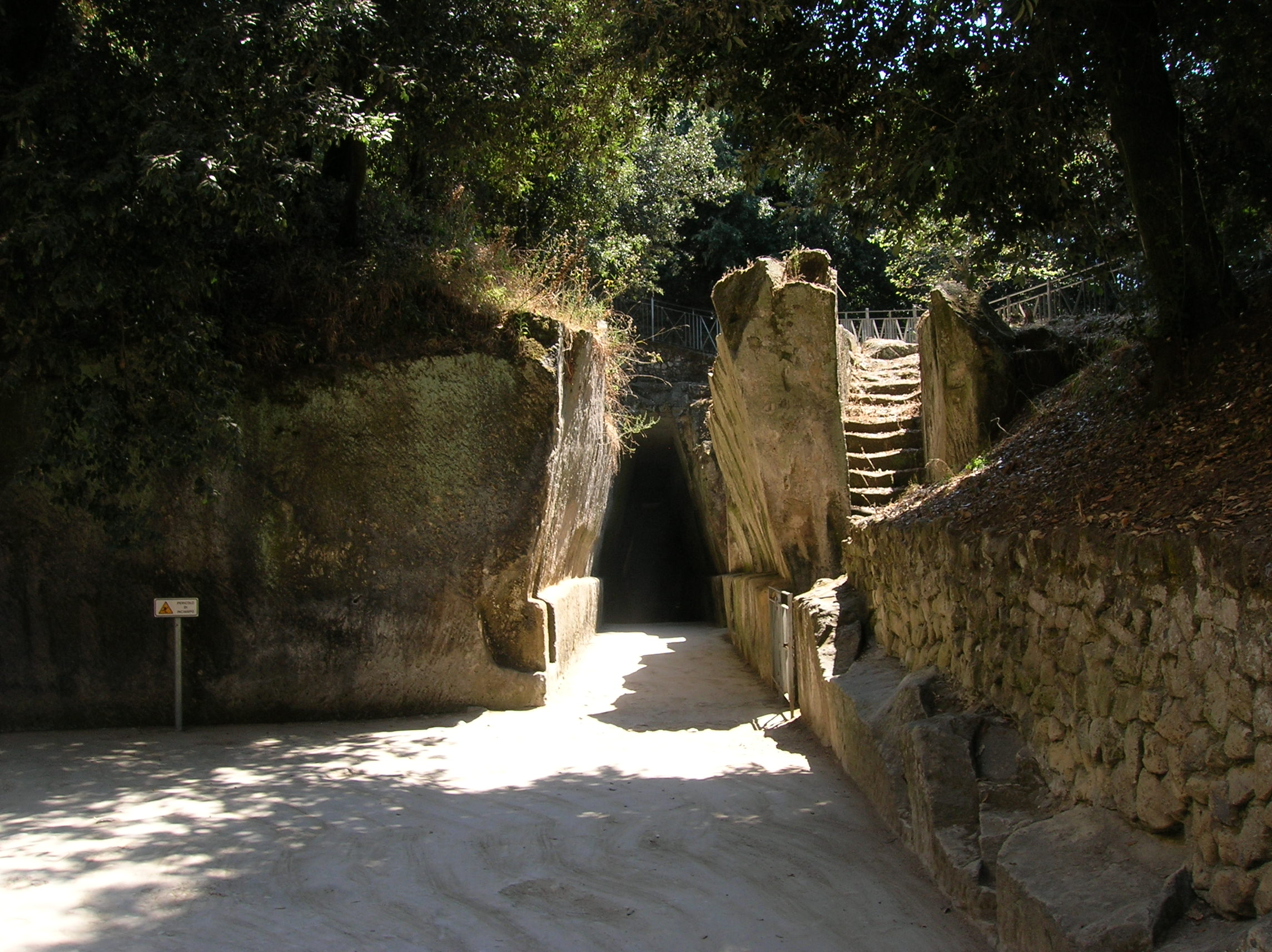
Entrada de la Cueva de la Sibila

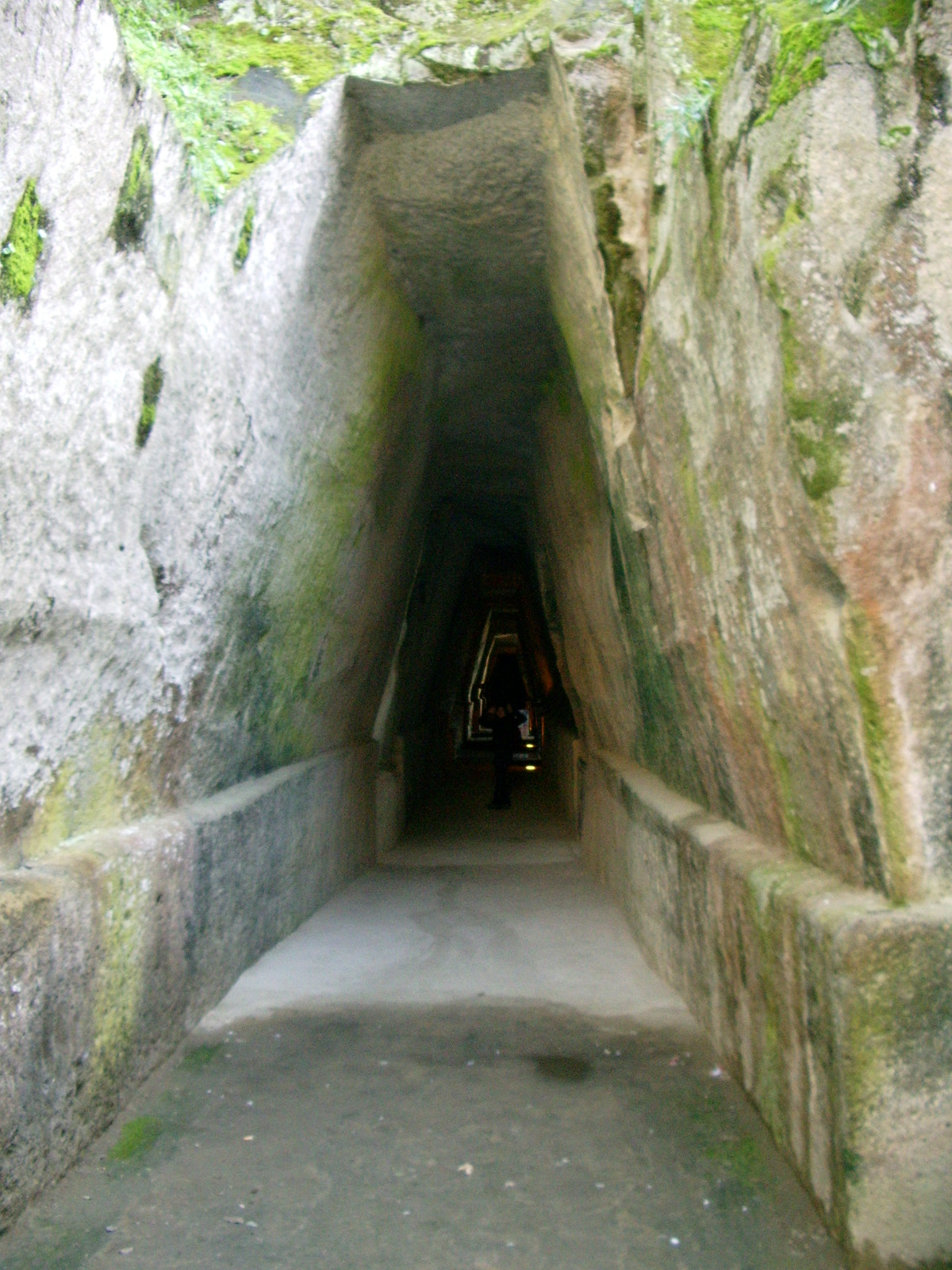
Cueva de la Sibila

Cumas (en latín: Cumae, en griego antiguo: Κύμη (Kume) o Κύμα (Kuma);  en italiano: Cuma) es una antigua ciudad de la Magna Grecia, en la costa del mar Tirreno, actual Campania, al sur de Italia, en los municipios de Bacoli y Pozzuoli, suburbio de Nápoles. 
Estuvo situada a unos 10 km al norte del cabo Miseno, y de su existencia solo subsisten algunas ruinas. Según Estrabón, fue la primera colonia griega establecida en Italia y había sido fundada por colonos de Calcis (Eubea) y de Cime (Eubea) dirigidos por Hipocles de Cime y Megástenes de Calcis. Dionisio de Halicarnaso menciona que los fundadores de Cumas procedían de Calcis y de Eretria.

## Historia

### Colonización griega
El primer establecimiento estaba en la isla de Enaria, pero terremotos y una erupción volcánica aconsejaron trasladarse a tierra firme. Las modernas investigaciones sitúan la fundación hacia el año 750 a. C. y hasta el final del siglo VI a. C. no paró de prosperar y se extendió por Campania incluyendo la llanura Flegrea y las colinas que la separaban de la bahía de Nápoles, donde se fundaron los puertos de Miseno y Dicearquia, y más tarde la colonia de Neápolis. Probablemente también Abella y Nola fueron colonias de Cumas hacia el interior. Rivalizaba con Síbaris y Crotona en riqueza y prosperidad. El gobierno era aristocrático. Estaba fortificada. Pronto se convirtió en un lugar de intenso comercio de donde partían importantes rutas marítimas y terrestres. Desde Cumas otros emigrantes fueron fundando otras ciudades por toda la costa. Neápolis fue una de ellas, llamada Parténope.
El incremento del poder de los etruscos llevó al enfrentamiento con este pueblo que tenía una marina superior. Los etruscos invadieron Campania aliados con los umbros y daunios. El ejército de la ciudad fue confiado a Aristodemo, el cual también dirigió un cuerpo de ayuda a la ciudad de Aricia contra el ataque del etrusco Porsena. Cumas derrotó a los etruscos en 524 a. C., pero en 505 a. C. Aristodemo usurpó el poder con la ayuda del partido democrático, y después ejerció la tiranía y gobernó durante unos 20 años cuando los descendientes de aquellos que había hecho matar se rebelaron y le derrocaron. Durante el periodo de gobierno de Aristodemo, el rey Tarquinio el Soberbio, expulsado de Roma, se refugió en Cumas donde murió en el 496 a. C. En el 492 a. C. Aristodemo recibió una embajada romana para pedir grano para combatir el hambre de aquel año, pero cuando los barcos ya estaban cargados con el grano ofrecido por el pueblo, el tirano confiscó el cargamento alegando que su valor era equivalente a la propiedad confiscada de Tarquinio el Soberbio.
Cumas llegó a engrandecerse mucho y a ser poderosa, por lo que se convirtió en una amenaza para otras tribus. Los etruscos, en coalición con otros pueblos, atacaron la ciudad en el 474 a. C. Ante el ataque etrusco (que estaban aliados con los cartagineses), Cumas pidió ayuda a Hierón I de Siracusa. Hierón derrotó a los atacantes y dio un gran golpe al poder naval de los etruscos. Después la ciudad vivió tranquila bastante tiempo hasta que en el 423 a. C. el creciente poder de los samnitas la amenazó. Los samnitas se hicieron amos de Capua y en el 421 o 420 a. C. derrotaron a Cumas y asediaron la ciudad que asaltaron y saquearon, matando a miles de ciudadanos y el resto fueron hechos prisioneros y vendidos como esclavos, escapando sólo algunos hacia Neápolis. Las mujeres de la ciudad fueron obligadas a vivir con hombres samnitas y una colonia samnita se estableció en la ciudad.

### República romana
En el 338 a. C., derrotados los samnitas, la ciudad pasó a Roma y recibió la ciudadanía romana, pero sin derecho de sufragio. Más tarde obtuvo ciudadanía completa, pero no se sabe cuándo fue, si bien parece que los romanos le dieron el privilegio de municipio por su fidelidad. Para los romanos fue una estación balnearia muy frecuentada por la gente del gobierno.
Durante la segunda guerra púnica, Aníbal la atacó, pero fue rechazado en las murallas por Tiberio Sempronio Graco, y se hubo de contentar con asolar el territorio. En el 180 a. C. los ciudadanos de Cumas pidieron permiso para usar la lengua latina en los documentos públicos.
Al final de la República romana era una ciudad elegida como lugar de segunda residencia por romanos ricos, y las principales villas estaban en Baiae, Bauli y Misenum y solo alguna estaba en Cumas. Lucio Cornelio Sila después de su retirada de la política, se trasladó a Cumae y vivió en la ciudad sus últimos años. Cicerón tuvo una villa en la ciudad a la que dio el nombre de Cumanum, pero no estaba en la ciudad, sino en su territorio.

### Imperio romano
Recibió colonias de veteranos con Augusto y con Claudio y se han hallado inscripciones que confirman que pasó de municipio a colonia al menos temporalmente. Cumae quedó como colonia o municipio durante el imperio pero se acabó despoblando.

### Tardoantigüedad
Aun tenía cierta importancia durante las guerras góticas de los bizantinos con los ostrogodos, pero la ciudad era reducida en extensión y población, centrada en la ciudadela, hoy, Rocca di Cuma, y sus alrededores. Los reyes godos, dado que era una fortaleza de primer orden, guardaron su tesoro y fue la última plaza que tuvieron, hasta perder su reino ante los bizantinos.

### Edad Media
En 1205 los napolitanos destruyeron la ciudad de Cumas, en una guerra contra los piratas que se alojaban allí. La ciudadela existió hasta el siglo XIII cuando, como se había convertido en cuartel de bandidos y ladrones, fue destruida.
Cerca de la actual Cumas están las ruinas de la ciudad antigua. Debajo de estas ruinas existen varias cuevas y cuenta la leyenda que una de ellas es la sede donde se alojaba la famosa Sibila de Cumas.
La ciudad fue excavada desde el siglo XIX.

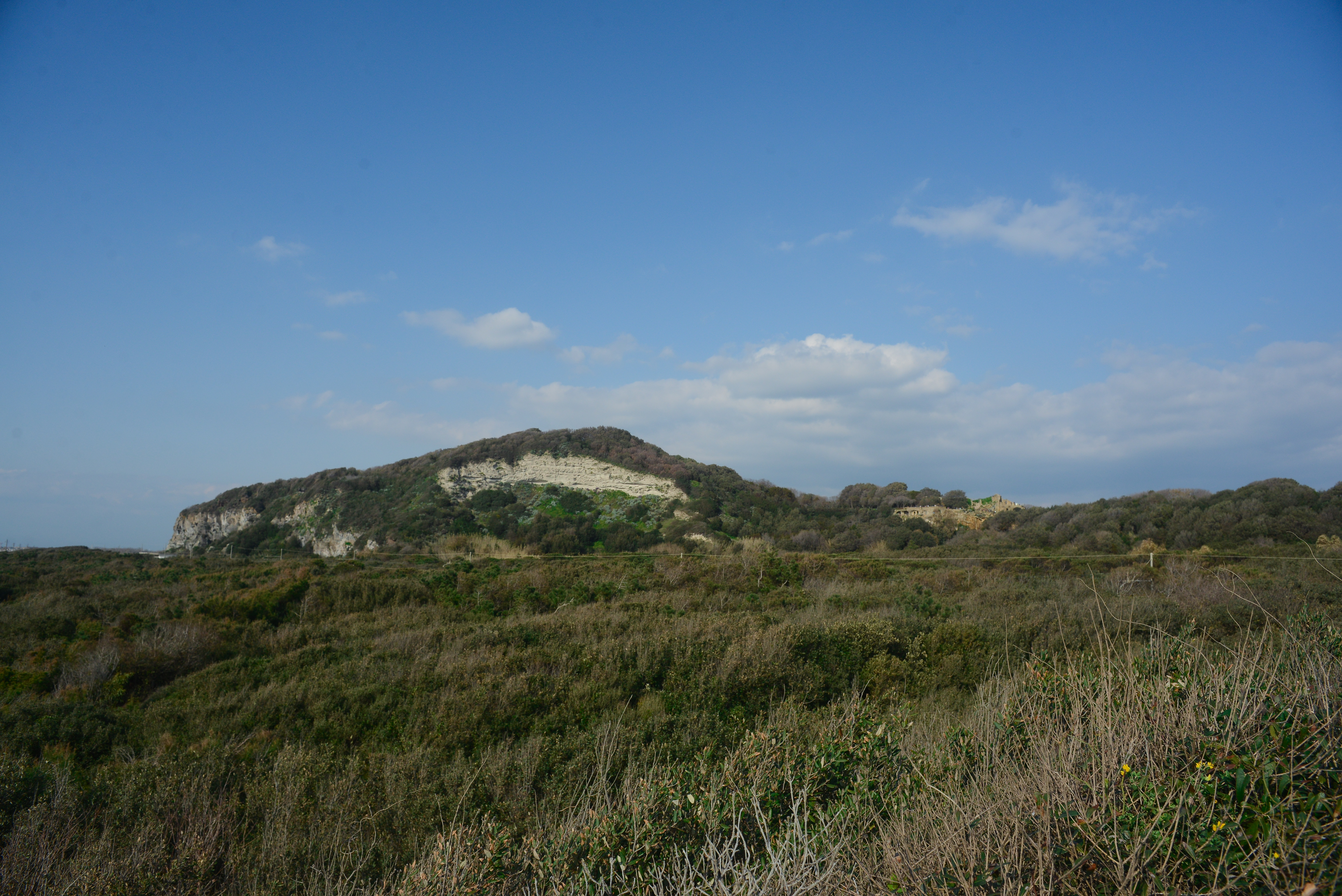
La Acrópolis vista desde el bosque.

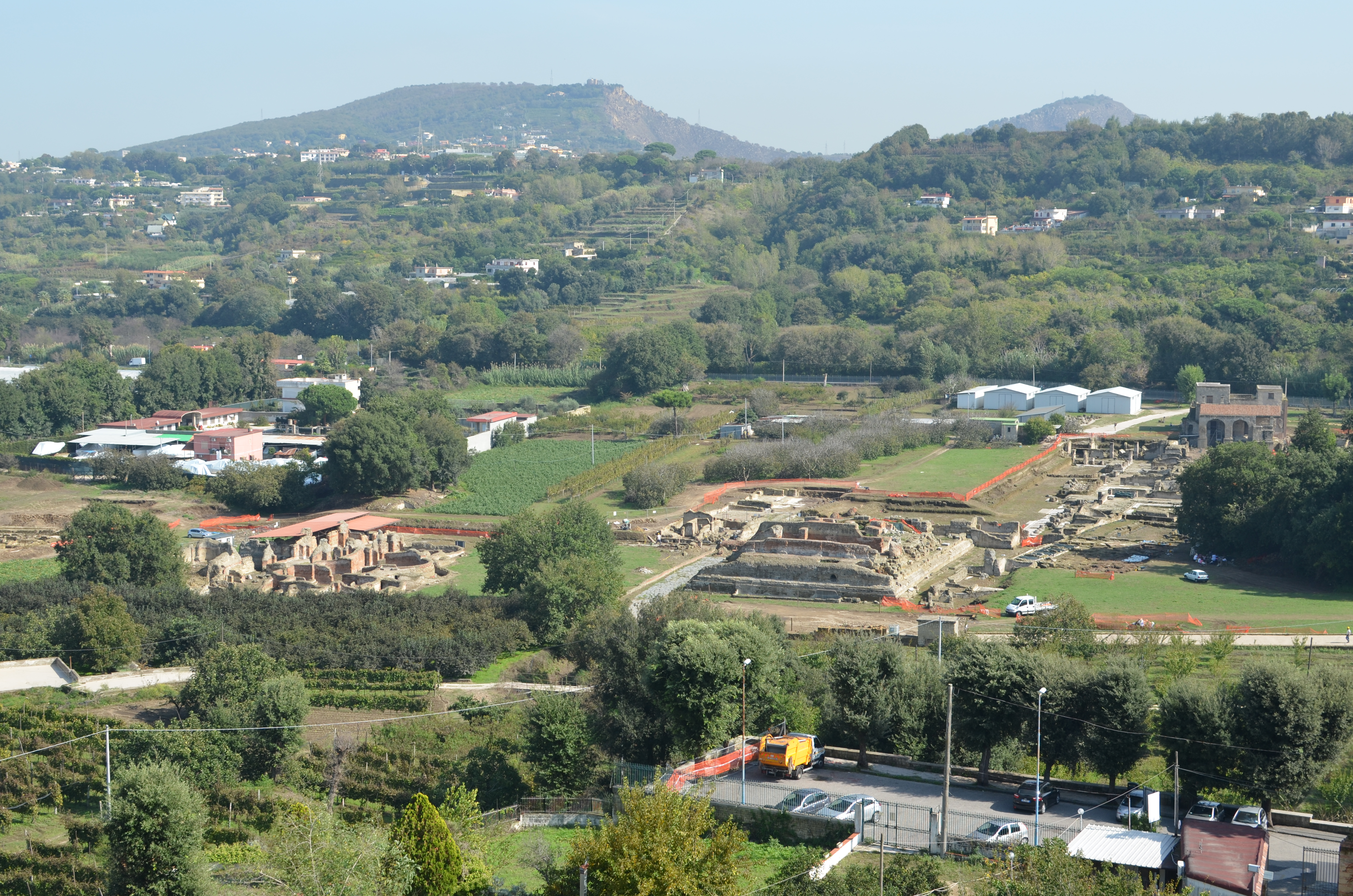
La ciudad baja de Cumas vista desde la Acrópolis.